# Heaven for Everyone
Heaven for Everyone är en låt är skriven av trummisen Roger Taylor. Låten utgavs ursprungligen med gruppen The Cross på deras album Shove It från 1988. Låten finns även i en version av Queen på albumet Made in Heaven från 1995. Queens version hade nummer två som högsta listplacering på UK Singles Chart.

## Listplaceringar
| Lista (1995-1996)   | Topplacering |
| ------------------- | ------------ |
| Australien          | 15           |
| Belgien (Flandern)  | 8            |
| Belgien (Vallonien) | 4            |
| Finland             | 5            |
| Frankrike           | 8            |
| Nederländerna       | 2            |
| Nya Zeeland         | 25           |
| Schweiz             | 9            |
| Sverige             | 29           |
| Österrike           | 4            |